# Derek Jeter
Derek Sanderson Jeter (pronuncia [dɛrək ˈʤitɚ]; Pequannock, 26 giugno 1974) è un ex giocatore di baseball statunitense di ruolo interbase, capitano dei New York Yankees dal 2003 al 2014, con cui giocò per tutta la carriera.
Con la nazionale di baseball degli Stati Uniti d'America ha disputato il World Baseball Classic 2006 e il World Baseball Classic 2009.
Il 12 febbraio 2014 comunicò il ritiro al termine della stagione. Il 14 maggio 2017 il suo numero 2 fu ritirato dagli Yankees.
Nel gennaio 2020 è stato introdotto nella National Baseball Hall of Fame.

## Palmarès

### Club
- World Series: 5

New York Yankees: 1996, 1998, 1999, 2000, 2009

### Individuale
- MLB All-Star: 14

1998–2002, 2004, 2006–2012, 2014
- Miglior giocatore delle World Series: 1

2000
- Miglior giocatore dell'All-Star Game: 1

2000
- Rookie dell'anno dell'American League - 1996
- Guanti d'oro: 5

2004–2006, 2009–2010
- Silver Slugger Award: 5

2006–2009, 2012
- Hank Aaron Award: 2

2006, 2009
- Babe Ruth Award: 1

2000
- Roberto Clemente Award: 1

2009
- Lou Gehrig Memorial Award: 1

2010
- Leader dell'American League in valide: 2

1999, 2012
- Giocatore del mese dell'AL: 1

agosto 1998
- Giocatore della settimana dell'AL: 3

5 agosto 2001, 12 settembre 2004, 10 giugno 2011
- Club delle 3.000 valide
- Numero 2 ritirato dai New York Yankees